# Villamayor de Calatrava
Villamayor de Calatrava és un municipi de la província de Ciudad Real a la comunitat autònoma de Castella-La Manxa.

## Demografia
| 1991 | 1996 | 2001 | 2004 |
| ---- | ---- | ---- | ---- |
| 812  | 667  | 632  | 623  |